# ビューティーこくぶ
ビューティーこくぶ（1973年11月12日 - ）は、日本のものまねタレント。本名、国分 秀之（こくぶ ひでゆき）。東京都大田区出身。ビッグワールド所属。

## 来歴
中学生時代に教室などで余興でものまねを始める。
ある精密機械測定メーカーに営業マンとして勤務していた時に、知人にそっくり館キサラに連れて来られ、いきなりステージでものまねショーを演じたということがものまねタレントとなるきっかけとなった。なお、その時は『キサラ』に来たのは全く初めてで、演じたのは米米CLUBの石井竜也のものまねだった。
それからしばらくの間は営業マンとものまねタレントとを並行して活動していたが、次第にものまねに手応えを感じるようになり、後に会社を退職してものまね芸に専念することになる。当初は米米CLUBの石井竜也のものまねを中心に演じていたが、徐々にレパートリーを増やしていった。『そっくり館キサラ』でデビューしてから約2年半後の2002年に『爆笑そっくりものまね紅白歌合戦スペシャル』のレギュラーとなる。
その後、2008年頃よりジャワネットたかな名義で『エンタの神様』に出演し、髙田明のものまねで出演している。それに目を付けたジャパネットたかた側が2009年1月から3月まで彼をCMに起用し、高田本人と共演している。
2012年12月28日放送の『日本一は誰だ!? ものまね王座大決定戦 最強トーナメント 超下克上スペシャル!!』で2回目の出場で初優勝を果たした。
『ものまね王座決定戦』では、以後も出場を続けており、2013年〜2015年は優勝を逃すも3年連続で決勝戦まで勝ち進める。
2016年11月25日放送の『日本一のものまね王者が今夜決定! ものまね王座決定戦 年に一度の鉄板ネタガチンコバトルスペシャル』で2回目の優勝を果たした。
しかし、2回目の優勝以降は一転して成績は不調であり、2017年の『ものまね王座決定戦』では準決勝戦でエハラマサヒロに、2018年でノブ&フッキーに、2020年はななみななに敗れた。さらに、2019年ではダブルネームに、2021年ではたむたむに一回戦で敗退した。
しかし、2022年12月9日放送の『日本一のものまね王者が今夜決定！ものまね王座決定戦【年に一度のガチンコバトル】』で松浦航大や荒牧陽子のチャンピオン経験者、よよよちゃんやnanamiら新星を決勝で下し、6年ぶり3回目の優勝を果たした。

## 人物
身長180cm 体重64kg。血液型はB型。
趣味は歌、映画鑑賞。
芸名の「ビューティー」は、ものまねタレントとしての活動当初からのレパートリーである石井竜也がかつて別名義として用いたことのある、「石井ビューティー」という名に由来する。

## ものまねレパートリー
主に歌まねが多いが、ジャパネットたかたの様にトーク系もある。
- 浅岡雄也
- 安倍晋三
- アムロ・レイ
- 池森秀一
- 石井竜也
- 稲垣潤一
- 稲葉浩志
- 瑛人
- 大橋卓弥
- 大森元貴
- 尾崎豊
- 小野正利
- GAO
- カルロス・トシキ
- 川上洋平
- 河口恭吾
- 河村隆一
- 岸田智史
- 木山裕策
- 草野マサムネ
- 楠瀬誠志郎
- K
- 小林幸子
- コブクロ
- 財津和夫
- 沢田研二
- 清水依与吏
- 杉山清貴
- スタイリスティックス

- 髙田明

ジャワネットたかな（エンタの神様等での名義）、ジャパネクストタカタ（THE・サンデーNEXT（歴代の人気・ヒット商品紹介）での名義）の他、勇者ヨシヒコのもジャパネットのモノマネで出演している。
- 田中昌之
- 谷原章介
- 玉置浩二
- 徳永英明
- 長瀬智也
- 中西保志
- 根本要
- 野口五郎
- 花村想太
- hyde
- 秦基博
- 氷川きよし
- 平井堅
- 福山雅治
- 藤巻亮太
- 布施明
- ペ・ヨンジュン
- ポール・ポッツ
- 細川たかし
- 槇原敬之
- 美空ひばり
- 南佳孝
- 米良美一
- 森山直太朗
- 山口一郎
- 山崎育三郎
- 山崎まさよし
- 山下達郎

『爆笑そっくりものまね紅白歌合戦スペシャル』に、当初は山下達郎のそっくりさんとして出演していた。
- 山根康広

など

## 出演

### レギュラー
- 爆笑そっくりものまね紅白歌合戦スペシャル（フジテレビ）
- ものまね王座決定戦（フジテレビ）- 歴代最多の3度優勝

### 不定期放送
- エンタの神様（日本テレビ、レギュラー放送→不定期放送）キャッチコピーは「ハイテン笑（ション）のTV店舗（テレビショッピング）」
  - レギュラー放送時代はジャワネットたかな名義で出演。不定期放送以降はビューティーこくぶ名義で出演。

### 吹き替え
- 朱蒙 （BSフジ） - ヨンポ 役
- 風の国 （BSフジ） - トジン 役

### テレビドラマ
- 勇者ヨシヒコと魔王の城 第7話（2011年8月19日、テレビ東京） - タダタ役
- 非公認戦隊アキバレンジャー シーズン痛 第2話（2013年4月12日、BS朝日） - 販売員（ブルーレイ係長人間態）役

### ラジオ
- ハンゲーム presents 超!Online Station（2008年7月22日 - 2010年3月30日、超!A&G+） - アシスタント
- ビューティーナイト・ザ・レディオ（2009年7月4日 ‐ 8月4日、超!A&G+）

### CM・広告
- ジャパネットたかた 全国一斉折込チラシPR（2009年1月）
- 理研ビタミン「しょうがでわかめスープ」 - 関根麻里と共演
- モレラ岐阜（2010年1月）
- 集英社「MORE」（2010年3月） - ナレーション
- キリン「キリン のどごし 絶対なかよしサーバー絶対！もらえるキャンペーン」（2015年）[3]

### 過去の出演番組
- ごごナマ（NHK総合テレビジョン）
- ビッグウェンズデー（日本テレビ）
- ハッピーMusic（日本テレビ）
- 超そっくり人間シリーズ（テレビ朝日）
- 全日本そっくり大賞（テレビ東京）
- ウラネタ芸能ワイド 週刊えみぃSHOW（讀賣テレビ放送）
- ダウンタウンDX（日本テレビ）
- 笑っていいとも!（フジテレビ） - 『ニセメンパラダイス』コーナー出演 など
- 爆笑レッドカーペット（フジテレビ） - キャッチコピーは「笑いの金利 負担します」
- 爆笑ホワイトカーペット（フジテレビ） - キャッチコピーは「笑いの金利 負担します」
- DOORS 2009春（TBSテレビ）
- Hi! Hey! Say!（テレビ東京）
- Goroプレゼンツ マイ・フェア・レディ（TBSテレビ）
- オビラジR（2008年9月1日 - 10月30日、TBSテレビ） - オビネット得だR
- ダウンタウンのガキの使いやあらへんで!!（2010年1月1日、日本テレビ）
- たかじんのそこまで言って委員会（2010年2月21日、讀賣テレビ放送）
- ウンナンのラフな感じで。（2010年4月22日、TBSテレビ）
- 千鳥の鬼レンチャン（2021年7月4日、フジテレビ）- 『サビだけカラオケ』コーナー、VTR出演
- ニンゲン観察バラエティ モニタリング（2021年10月28日・2022年2月3日・3月3日・10月6日・2023年1月19日、TBSテレビ） - VTR出演

## ディスコグラフィー
ビューティーこくぶ名義
- YOSAKOIウララ〜ハルウララのテーマ〜 （2003年3月発売　『リストラーズ』のメンバーの一人として参加）
- CMの花道 （2005年2月23日発売　16人の歌手のものまねを演じたもの。）

国分秀之名義
- 君色の花（2008年6月25日[4]）